# Angoni-Lamellenzahnratte
Die Angoni-Lamellenzahnratte (Otomys angoniensis) ist ein mit mehreren verstreuten Populationen im östlichen und südlichen Afrika verbreitetes Nagetier in der Gattung der Lamellenzahnratten. Manche Populationen wurden bis in die zweite Hälfte des 20. Jahrhunderts in die Südafrikanische Lamellenzahnratte (Otomys irroratus) eingeordnet. Das Typusexemplar stammt aus Malawi aus einem Teilgebiet der Kolonie Njassaland, das als Angoniland bezeichnet wurde. Darauf bezieht sich der Artzusatz im wissenschaftlichen Namen.

## Merkmale
Die Statur ist mit einer Kopf-Rumpf-Länge von 105 bis 207 mm, einer Schwanzlänge von 43 bis 131 mm und einem Gewicht von 25 bis 215 g sehr variabel. Die Hinterfüße sind 25 bis 39 mm lang und die Länge der Ohren beträgt 19 bis 30 mm. Bestimmte Populationen dieser Art gleichen der Südafrikanischen Lamellenzahnratte im Aussehen. Allgemein ist Letztere etwas größer und dunkler. Oft hat die Angoni-Lamellenzahnratte einen orangebraunen Ring um die Augen, der bei der anderen Art fehlt. Die Glaser-Spalte im Schädel (Fissura petrotympanica) ist bei der hier beschriebenen Art nur schlitzförmig und nicht geweitet. Abgesehen von der Südafrikanischen Lamellenzahnratte haben die meisten anderen Gattungsvertreter in der Region nur eine Rille in den unteren Schneidezähnen, während dieses Nagetier eine breite und eine schmale Rille hat.
Das lange, weiche und flauschige Fell der Oberseite besteht aus Haaren, die an der Wurzel schwärzlich, in der Mitte gelbbraun und an den Spitzen hell- oder dunkelbraun sind. So ergibt sich ein graubraunes bis rotbraunes Aussehen. Bei vielen Exemplaren kommen orangebraune Flecken an der Nase oder an der Kehle vor. Unterseits ist hell- bis dunkelgraues Fell vorhanden. Bei der Angoni-Lamellenzahnratte ist der normal behaarte Schwanz oberseits dunkel und unterseits hellbraun. Manche Populationen besitzen am Schwanz schwarze Haarspitzen. Eine Quaste am Schwanzende ist nicht vorhanden. Typisch sind ein verkleinerter Daumen und verkleinerte äußere Zehen. Pro Kieferhälfte sind ein Schneidezahn, kein Eckzahn, kein Prämolar und drei Molaren vorhanden, was 16 Zähne im Gebiss ergibt. Wie bei anderen Gattungsmitgliedern sind die Molaren lamellenartig aufgebaut. Dieses Tier hat keine Gallenblase. Der diploide Chromosomensatz enthält 56 Chromosomen (2n=56).

## Verbreitung
Funde dieser Art stammen von Kenia, Ruanda, Malawi und Angola bis Südafrika. Die Angoni-Lamellenzahnratte lebt im Flachland und in Gebirgen bis 1000 Meter Höhe. Sie hält sich in Savannen, auf anderen Grasflächen, auf Heideland, in Sümpfen und in Kulturlandschaften auf. Typische Pflanzen im Gebiet einer Population zählen zu den Gattungen Wiesenhafer (Helictotrichon), Hundszahngräser (Cynodon), Steinklee (Melilotus), Berkheya (Korbblütler) und Berufkräuter (Conyza).

## Lebensweise
Die Angoni-Lamellenzahnratte frisst verschiedene Pflanzenteile wie Gräser, Kräuter, Wurzeln, Rinde, Zweige und Knollen. Sie hinterlässt dabei an ihren Pfaden kleine Reste. Sie nimmt auch Körner zu sich, die zur Aufzucht von Enten verstreut wurden. Bei Labortieren zählten Mehlwürmer zur Nahrung. Dieses Nagetier wird hauptsächlich von Eulen, dem Gleitaar, Wildkatzen und Schleichkatzen gejagt. Einige Exemplare fallen der Puffotter, der Schwarzen Mamba oder anderen Schlangen zum Opfer. Exemplare in Fallen werden von anderen Nagetieren und Spitzmäusen angenagt.
Dieses Nagetier lebt hauptsächlich einzelgängerisch auch wenn an Wasserstellen Paare oder kleine Gruppen vorkommen können. Die Individuen bauen ein kuppelförmiges Nest aus Pflanzenteilen, das im dichten Gras unter höheren Pflanzen versteckt wird, oder sie graben unterirdische Baue. Je nach Verbreitung ist die Angoni-Lamellenzahnratte tag- oder nachtaktiv. Sie nutzt alle Jahreszeiten und legt Trampelpfade an. Manchmal werden die Wege vice versa von Vielzitzenmäusen, Afrikanischen Striemen-Grasmäusen oder der Großen Roten Bisamspitzmaus genutzt. Bei Bedarf kann die Art kleinere Strecken schwimmen.
Abhängig von der Verbreitung können sich Weibchen mehrmals pro Jahr fortpflanzen. Die meisten Nachkommen werden in der feuchten Jahreszeit geboren. Meist enthält ein Wurf zwei oder drei Neugeborene, obwohl auch ein oder bis zu fünf Junge vorkommen. Neugeborene sind recht weit entwickelt mit flaumigem Fell und Schneidezähnen. Sie können sich an einer der vier Zitzen im Leistenbereich festsaugen. Laut einer Studie von 1925 finden die ersten Paarungen nach vier Monaten statt. Manche gestresste Weibchen in Gefangenschaft fraßen ihre Nachkommen.

## Gefährdung
Begrenzte Populationen werden durch Landschaftsveränderungen oder intensive Weidewirtschaft negativ beeinflusst. Die IUCN listet die Angoni-Lamellenzahnratte aufgrund einer stabilen Gesamtpopulation als nicht gefährdet (least concern).